# ایوار اسلیک
ایوار اسلیک (هلندی: Ivar Slik؛ زادهٔ ۲۷ مهٔ ۱۹۹۳) دوچرخه‌سوار اهل هلند است.
از باشگاه‌هایی که در آن رکاب زده‌است می‌توان به تیم دوچرخه‌سواری رابوبانک دولوپمنت، تیم لوتوان‌ال–یومبو، و تیم دوچرخه‌سواری رومپوت–ندرلانسه لوتری اشاره کرد.